# دوري البطولة الإنجليزية 2014–15
دوري البطولة الإنجليزية 2014–15 (بالإنجليزية: 2014–15 Football League Championship)‏ هو الموسم 112 من  دوري البطولة الإنجليزية. أقيم خلال الفترة 8 أغسطس 2014 وحتى 2 مايو 2015، وكان عدد الأندية المشاركة فيه  24، وفاز فيه نادي بورنموث.